# Melanomya bicolor
Melanomya bicolor är en tvåvingeart som först beskrevs av Daniel William Coquillett 1899.  Melanomya bicolor ingår i släktet Melanomya och familjen spyflugor. Inga underarter finns listade i Catalogue of Life.